# Callophrys dumetorum
Callophrys dumetorum là một loài bướm ngày thuộc họ Lycaenidae. Nó được tìm thấy ở duyên hải California và hiếm ở lục địa California. Phụ loài oregonensis được gọi trong tiếng Anh là Lông sọc xanh lá cây Oregon.
Sải cánh dài 25–32 mm. Con trưởng thành bay từ tháng 3 đến tháng 5 làm một đợt.
Ấu trùng đã được ghi nhận trên loài Lotus scoparius, Eriogonum fasciculatum, Eriogonum latifolium and Eriogonum nudum. Con trưởng thành ăn mật hoa.

## Phụ loài
- Callophrys dumetorum dumetorum
- Callophrys dumetorum oregonensis (Washington, Oregon)

## Hình ảnh

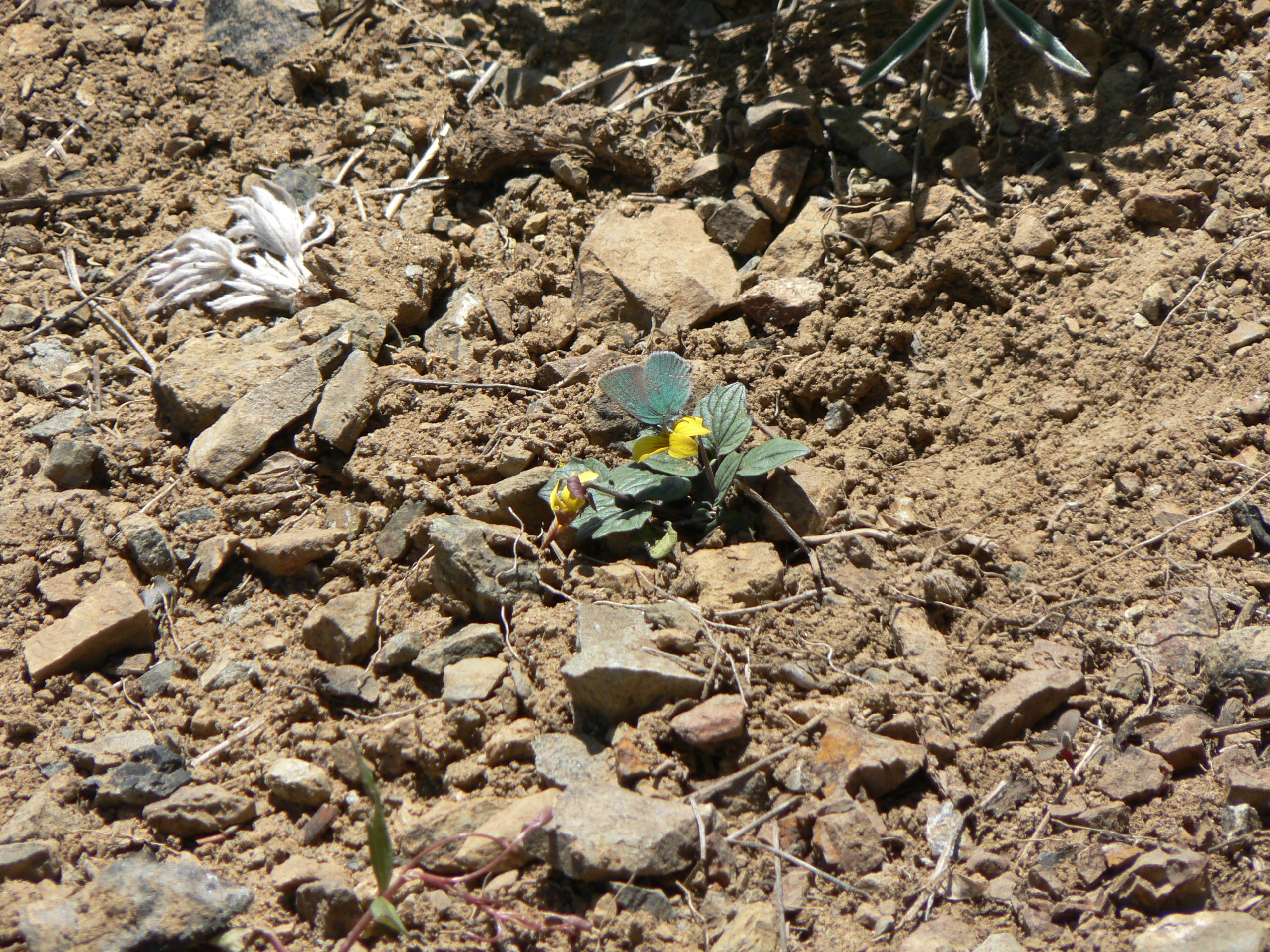